# مدرسة الفتاة الأهلية
مدرسة الفتاة الأهلية، هي ثاني مدرسة أهلية افتتحت في مكة المكرمة لتعليم البنات في عهد الملك عبد العزيز عام 1362هـ.

## فكرة المدارس الأهلية
أمر الملك عبد العزيز بتأسيس مديرية المعارف عام 1344هـ؛ لتتولى مهمة الإشراف على التعليم وتطويره، وبعد عامين -1346هـ- صدر مرسوم ملكي بتشكيل مجلس للمعارف أوكلت إليه مهمة الإشراف على شؤون التعليم ووضع الأنظمة الخاصة به، ويكون عمل المجلس إلى جانب مديرية المعارف.
وبالنظر إلى المديرية والمجلس يلاحظ أنهما حجر الأساس في نظام التعليم الحديث في المملكة العربية السعودية، كما يمثلان الهيئة المشرفة على كل المدارس السعودية، وكانت مهمة المعارف العمومية نشر العلوم والمعارف والصنايع إلى جان بافتتاح المكاتب والمدارس وحماية المعاهد العلمية والاعتناء بأصول الدين الحنيف في كافة المملكة الحجازية.
ساهم بعض أبناء البلاد وبعض المجاورين للمسجد الحرام في تأسيس المدارس الأهلية، وظهر عدد منهالاقى إقبالاً كبيرًا من الأهالي، وكان لتلك المدارس مكانتها في النهضة التعليمية خاصة بعد قيام الدولة السعودية الثالثة حيث تحولت بعض الكتاتيب إلى مدارس نظامية تلبية لرغبة الأهالي في تعليم الفتاة حالها حال الذكور الذين سبق تعليمهم تعليم الإناث بما يقرب من خمس وثلاثين سنة.
قامت مديرية المعارف بالإشراف على التعليم الأهلي كما لو كانت تشرف على التعليم الحكومي، وقامت بمساندته ودعمه باعتباره رديفًا قويًا للتعليم الحكومي، وقامت فور إنشائها بوضع الأنظمة واللوائح الخاصة بالتعليم الأهلي والترخيص له والسماح لمعلميه بمزاولة المهنة.
وبعد تأسيس وزارة المعارف عام 1373هـ واصلت القيام بمهام مديرية المعارف، ومنها مهمة الإشراف على المدارس الأهلية، وصدر في ذلك قرار مجلس الوزراء في 9/18/ 1373هـ بأن تقوم وزارة المعارف بتحمل النفقات الكاملة لبعض المدارس الأهلية، وتسديد العجز الذي تقع فيه مدارس أخرى، فضلاً عن الدعم المالي الشهري والسنوي لبعض المدارس الأهلية التابعة لإشراف الوزارة الفني والمالي، كما تقوم الوزارة بمساعدة بعض المدارس بانتداب بعض المعلمين للعمل بها. 

## مؤسس المدرسة
" هو محمد حسين بن عبد الغني بن عبد الرحمن بن آدم فلمبان"وينتهي نسبه إلى الملك مجاباهيت أحد ملوك جاوى"، يشتهر بالشيخ حسين فلمبان. ذكر الشيخ محمد حسين فلمبان أن اسمه (محمد حسين عبد الغني إمام فلمبان).
ولد الشيخ محمد حسين فلمبان في قرية (بتوغ) عام 1319هـ، نشأ بين أبوين متعلمين ومتدينين كما تلقى تعليمًا دينيًا وتعلم اللغة العربية وساهم في تعليم أبناء قريته، وتقدم لإمامة المصلين فيهافي بعض ليالي رمضان في صلاة التراويح.
قدم إلى مكة المكرمة مع والديه وإخوته إلى مكة المكرمة عام 1330هـ وهو في الثانية عشرة من عمره لطلب العلم ومجاورة المسجد الحرام. وبقي فيها متنقلاً بين العلم والوظائف التعليمية حتى توفاه الله سنة 1399هـ، ومما أوصى به استمرار مدرسة تعليم الفتاة كصرح علمي بعد وفاته كصدقة جارية له ولأبنائه.

## فكرة تأسيس مدرسة الفتاة
بقيت فكرة إنشاء مدرسة لتعليم فتيات مكة المكرمة حاضرة في أذهان مؤسسي ومدرسي مدرسة دار العلوم الدينية بمكة المكرمة، فأنشأوا مدرسة البنات الأهلية عام 1362هـ، ثم أُتبعت بمدرسة الفتاة الأهلية على يد مؤسسها الشيخ محمد حسين بن عبد الغني فلمبان تحت اسم مدرسة الفتاة للثقاف والصناعة.
ومدرسة الفتاة الأهلية مدرسة أهلية غير ربحية وغير تجارية، استقبلت طالباتها لأول مرة عام في 5/3/ 1367هـ الموافق 1947م، وقامت بجهود ذاتية من مؤسسها وزوجته - جيء عبد الله فلمبان - واستطاعت المدرسة تخطي العقبات في بدايتها من حيث توفر التمويل والمبنى وتجهيزات الدراسة والمدرسة كافة.

## أهدافها
ذكر مؤسس المدرسة -الشيخ محمد حسين فلمبان- أن سبب إنشائه لمدرسة الفتاة الأهلية في قوله:«إن فكرة إنشائها هي المساهمة في تعليم الفتيات أمور دينهن خاصة وأنه لا توجد في مكة سوى مدرسة واحدة هي مدرسة البنات بالشامية التي افتتحت في عام 1362هـ». ومن أهم أهداف مدرسة الفتاة الأهلية الآتي:
- تأصيل العقيدة الإسلامية الصحيحة.
- إعداد الفتاة إعدادًأ صالحًا نافعًا.
- زيادة تثقيف الفتاة في أمة ور دينها.
- نشر العلم بين أوساط الفتيات.
- تمنية مهارات الفتاة اليدوية والمنزلية.

ويلاحظ أن أهداف مدرسة الفتاة لا تختلف عن أهداف وأسس تعليم الفتاة المنصوص عليها في نظام وسياسة التعليم في المملكة العربية السعودية الصادرة عام 1390هـ.

## هيئة الإدارة
تتكون هيئة الإدارة من المشرف العام على المدرسة إلى جانب مديرتها، وتكمن مهمة تلك الإدارة في الإشراف المباشر على الجوانب التعليمية والمالية والإدارية. وكان أول مشرف على المدرسة مؤسسها الشيخ محمد حسين عبد الغني فلمبان، وأول مديرة للمدرسة زوجة مؤسسها المعلمة: جيء عبد الله فلمبان والتي اشتهرت بــ (الأستاذة صالحة حسين).

## تمويل المدرسة
كانت مدرسة الفتاة الأهلية مدرسة غير ربحية إلا أنها كانت تعتمد في تمويلها ماليًا على ما كانت تفرضه من رسوم دراسية رمزية، ثم اعتمدت على المعونات الحكومية، وكان مقدار أول إعانة تتلقاها المدرسة من وزارة المعارف عام 1375هـ ثلاثة آلاف ريال (3000ريال)، وهي إعانة سنوية مقطوعة ساهمت في توفير احتياجات المدرسة ومصروفاتها، بالإضافة إلى التبرعات والهبات التي يقدمها رجال الأعمال والمؤسسات الاقتصادية في مكة المكرمة، كما تم دعوة أمهات الطالبات للمساهمة في دعم المدرسة ماليًا في الحفلات السنوية التي تقيمها المدرسة.
وبالنسبة للرسوم الدراسية، فقد كانت تفرض بشكل شهري ورمزي جدًا يتناسب مع الأوضاع المادية للطالبات حين ذاك ومع هدف المدرسة الأساسي وهو نشر العلم والتعليم، وبلغ أول رسم لمدرسة الفتاة ريالين في الشهر الواحد للصفوف الدنيا، ومن أربع إلى خمس ريالات للصفوف العليا، ثم بدأت الرسوم بالازدياد، وأصبحت في عام 1379هـ كالآتي:
| الصف                         | الرسوم الدراسية للشهر الواحد |
| ---------------------------- | ---------------------------- |
| الصف (الأول، الثاني، الثالث) | 10 ريالات                    |
| الصف الرابع والخامس          | 15 ريالاً                     |
| الصف السادس                  | 20 ريالاً                     |

ويتضح مما سبق أن مصادرالمدرسة المالية ضئيلة عند مقارنتها بالالتزامات الواجبة عليها؛ إذ كان عدد الطالبات 260 طالبة و10 معلمات، فكانت الرسوم الدراسية لا تفي بالتكاليف المالية كرواتب المعلمات، والاحتياجات المدرسية وغيرها؛ وأدى ذلك إلى تأخر رواتب المعلمات لاعتمادها على الرسوم ولعدم ثبات مواعيد دفع الرسوم الدراسية من قبل الطالبات.

## مباني المدرسة
بذلت الهيئة الإدارية للمدرسة جهودًا حثيثة لتوفير المكان المناسب لطالباتها، لذا تنقلت في مبانٍ عدة وفق تقدم أوضاعها المالية، ومن أهم المباني الآتي:
- كان أول مبنى لمدرسة الفتاة الأهلية مستاجرًا لصاحبه (حسن سلطان) ويقع في حي الشامية بمكة المكرمة عام 1367هـ، وتم بناؤه على لطراز القديم -(من الطين والحجر وسقفه بالخشب أي: غير مسلح)- ويتكون المبنى من 3 طوابق، وكان مقرالمدرسة في الطابق الثاني الذي يتكون من غرفة كبيرة (ديوانية) وخارجة (روشن)، وناسب هذا البناء وتصميمه بدايات المدرسة البسيطة وإمكاناتها، وكانت أرضية البناء مجهزة بالمفارش (الحنابل الهندية)؛ إذ جلست الطالبات على الأرض أثناء تلقيهن الدروس فلا مقاعد ولا طاولات.
- انتقلت المدرسة إلى دار الموصلي بعد عام -1368هـ-.
- انتقلت المدرسة إلى دار السوتي في عام 1369هـ.
- انتقلت المدرسة إلى دار سالم العادة بين عامي 1370-1375هـ.
- انتقلت المدرسة إلى دار محمد علي نمر بحي الفلق بين عامي 1376-1379هـ.

## المراحل الدراسية
كان الهدف الأساسي من إنشاء مدرسة الفتاة الأهلية نشر العلم وتشجيع الطالبات على الالتحاق بالتعليم؛ لذا لم تكن المدرسة تشترط سنًا محددًا للقبول، فمنذ بداية تأسيسها وحتى عام 1379هـ- تاريخ إشراف الرئاسة العامة لتعليم البنات- كانت المدرسة تضم طالبات من مختلف الأعمار بين ما بين الخامسة إلى العشرين عامًا، وكانت المراحل الدراسية في المدرسة مماثلة لواقع المراحل الدراسية آنذاك، وهي:
المرحلة التحضيرية:
وتسمى هذه المرحلة (أولى صغار) - مرحلة التمهيدي حاليًا- وتكون الطالبة الملتحقة بها لم تبلغ سن الخامسة بعد تتلقى فيها تعليمًا مبسطًا ممهدًا للمرحلة الابتدائية.
المرحلة الابتدائية:
وتبدأ من الصف الأول حتى الخامس ولم يكن هناك صف سادس؛ لأن النظام المطبق في مدارس البنات يقتصر على خمس سنوات، فلم يكن هناك امتحان للشهادة الابتدائية، وكان الأمر خاصًا بالذكور حتى عام 1377هـ. وفي عام 1378هـ اعتمدت وزارة المعارف نظام الست سنوات لمدارس البنات الأهلية وتدريسهن مناهج الصف السادس الابتدائي للبنات، وأن اختبارهن في مدارس البنين، واستمر هذا النظام لمدة عامين فقط؛ إذ صدر الأمر السامي بافتتاح العامة لمدارس البنات.

## وصلا ت خارجية
- تاريخ المرأة المكية في ندوة نسائية مساء اليوم
- التعليم الاهلي في مكة المكرمة